# 臺中市 164-182 金門縣
由臺中市隊對陣金門縣隊的中華民國112年全國運動會籃球比賽男子組第五、六名排名賽於2023年10月24日在台灣台南市舉行。賽果為金門縣隊以182比164勝於臺中市隊，贏得第五名。
由於比賽雙方在賽前協議消極防守以免受傷，促使兩隊皆有一名球員打破臺北市隊球員周海容於1988年在現今中華民國全國運動會前身的臺灣區運動會創下的112分單場得分紀錄，分別是時任T1聯盟台北台新戰神球員林宜輝及前超級籃球聯賽達欣工程球員羅鈺群各自留下投進46顆三分球、取得142分及投進44顆三分球、取得136分的比賽數據。
賽後賽果令台灣媒體及大眾驚訝，並引發質疑、批評，隨後時任教育部體育署署長鄭世忠與時任中華民國籃球協會秘書長兼發言人張承中皆表示應當調整全運會籃球比賽男子組的辦理。

## 背景
因為嚴重特殊傳染性肺炎疫情影響，原定在2022年舉行的杭州第19屆亞洲運動會延期至與中華民國112年全國運動會日期相近的2023年9月舉行，而且隨著疫情趨緩諸多比賽漸漸恢復舉行，包括了台灣相互競爭的兩個職業男子籃球聯賽——T1聯盟及P. LEAGUE+。兩聯盟許多球隊考慮到職業聯賽開季在即，為了避免所屬球員受傷，不放行球員參加全運會籃球比賽男子組。
臺中市隊對陣金門縣隊的比賽開賽的2023年10月24日前，在同月21日的賽程——桃園市隊對陣高雄市隊及台南市隊對陣新北市隊，就已經出現了桃園市隊及新北市隊因為人數不足，被判定失格，以棄權論，後續在22日桃園市隊對陣台中市隊的比賽，桃園市隊再次因人數不足，被判定失格，以棄權論，致使23日宜蘭縣隊對陣桃園市隊，桃園市隊因被沒收比賽兩次，遭取消資格。
而且，據指傳媒報導幫助臺中市隊在110年全國運動會男籃贏得首面金牌的班底裡，其中白曜誠、林信寬等人便是受到母隊限制不得出賽，使得臺中市隊整屆賽會都以五人出賽。

## 賽事
| 2023年10月24日 |

| 詳細數據 |

| 臺中市隊 164–182 金門縣隊 |  |                      |
| 得分： 林宜輝（142）      |  | 得分： 羅鈺群（136） |

### 赛况
第五、六名排名賽已是勝負無關緊要的比賽，比賽雙方賽前協議消極防守以免受傷，該場比賽臺中隊全隊共五人出賽，而且其中主力前鋒蕭順議囿於傷勢無法跑跳，所以上場後只留在前場進攻，金門縣隊於是在進攻端獲得五打四的優勢，全場比賽鮮少禁區對抗，多以外線為進攻手段，比賽至下半場猶如三分球大賽。
這場比賽裡，時任T1聯盟台北台新戰神球員林宜輝及前超級籃球聯賽達欣工程球員羅鈺群各自留下投進46顆三分球、取得142分及投進44顆三分球、取得136分的比賽數據，雙雙打破臺北市隊球員周海容於1988年在現今全運會前身的臺灣區運動會創下的112分單場得分紀錄。賽果為金門縣隊以182比164勝於臺中市隊，贏得第五名，兩隊合得346分也打破全運會男籃總得分紀錄。

## 賽後反應
比賽翌日，創下全運會單場得分紀錄新高的臺中市隊球員林宜輝在採訪中說道，該場比賽裡出現他與金門縣隊球員羅鈺群互爭高下的情況是因「小羅不想輸，我也不想輸，剛好場上我們兩個狀況最好，所以大家都把球做給我們。」對賽況則自評「其實這場雙方都沒什麼防守，若以比賽內容來看真沒什麼好說的。」對破紀錄的感想則說「我也嚇了一跳。」對輸球的賽果則表示「我是真的投籃投到手酸，才給了小羅他們逆轉機會。」
臺中市隊與金門縣隊消極防守行為是否達到沒收比賽的標準，國際裁判謝文偉稱「除非球員故意失誤非常明顯，或者明顯沒有進攻意圖，才能稱其為不自律比賽，並根據這條規定給予兩隊進行警告。」同時「只要比賽時符合人數規定，就沒有特別問題，甚至受傷球員上去，還是符合規則。」其個人對全運會男籃賽制的看法則是「這情況與賽事獎勵制度有關，如果全運會5、6名沒有太大的獎金區別，球賽輸贏自然是無所謂。」
面對全運會男籃消極防守的狀況，時任教育部體育署署長鄭世忠稱賽前就有縣市因組隊時面臨職業球隊不放行球員而求助，且說該是時候參考棒球項目各隊有默契不邀請職業球員，轉以業餘球員組隊進行分級，而時任中華民國籃球協會秘書長兼發言人張承中認為該調整成對籃球界有意義的比賽，也與署長鄭世忠有所討論。